# 安島晟
安島 晟（あじま あきら、明治19年（1886年） - 没年不詳）は大正時代の実業家。茨城県久慈郡世矢村農会議員。家系は安島氏。父は茨城県久慈郡会議員・安島子之太郎。兄は同村青年会長であった安島作壽。
明治19年（1886年）、茨城県久慈郡世矢村で酒造業を営み、郡会議員、村議会議員、村農会長を務めた安島子之太郎の次男として生まれる。明治45年（1912年）分家し兄、作壽を助けて家業に従事する。兄は村の青年会長であったが、大正14年（1925年）父と前後して亡くなる。以来、家政を担い、青年会長を継いで地方青年の指導に努める。皇室の御大礼祈念事業実施に際しては村内に電燈の架設をすへぐ奔走し、村農会議員、愛林組長となる。志操堅固にして義侠心に富み、村民の信頼も厚かったという。